# Vilhelm Pedersen
Thomas Vilhelm Pedersen (født 28. januar 1820 på Karlslundegaard ved Køge, død 13. marts 1859 i København) var en dansk søofficer og tegner. Han er far til Viggo Pedersen og Thorolf Pedersen, der begge var malere. Han er kendt for sine illustrationer til Hans Christian Andersens eventyr.
Vilhelm Pedersen blev født i Køge og begyndte som søkadet da han var 14 år gammel. Han avancerede fra kadet (1834) til sekondløjtnant (1841) og til premierløjtnant (1850).
Han havde tidligt vist anlæg for at tegne. Pedersen tjenestegjorde om bord på et skib, hvor Christian 8. blev opmærksom på hans talent. Kongen gav ham orlov i fire år med fuld løn fra 1842, hvilket gav ham mulighed for at dygtiggøre sig. Han begyndte i lære hos maleren Wilhelm Marstrand, der samtidig gav ham tilgang til Kunstakademiet, hvor han gik på Modelskolen 1844-46.
Pedersen begyndte at tegne illustrationer til H.C. Andersens eventyr i 1847 og udstillede samme år på Charlottenborg Forårsudstilling. De udkom første gang i en tysk udgave i 1849.
Ved Treårskrigens udbrud meldte han sig igen og gjorde bl.a. tjeneste på fregatten Gefion ved affæren i Egernførde Fjord, hvor han blev såret og måtte gå i fangenskab. Han udmærkede sig i øvrigt under slaget og blev af sin chef indstillet til Ridderkorset. 1850 gjorde han tjeneste på korvetten Valkyrien og var 1851-52 på togt til Vestindien med briggen Ørnen. 1856 var han næstkommanderende på korvetten Thor, men måtte derefter søge orlov af hensyn til en fremadskridende tuberkulose. 1856-57 var han derfor rekreationsophold i Italien, hvor han fik tegnet en del.
Men opholdet var forgæves. Vilhelm Pedersen døde af denne lungesygdom kun 39 år gammel. Han er begravet på Assistens Kirkegård.

## Billeder
| - Værker af Vilhelm Pedersen - Italiensk munk, 1830 - Pedersen og hans kolleger tager afsked, 1842 - Vaskende bønderpiger, 1847 - Scene fra slaget ved Eckernførde, 1849 |

| - Illustration til H.C. Andersens "Nissen hos Spekhøkeren" fra 1852/53 - Den lille havfrue. Illustration af Vilhelm Pedersen til H. C. Andersens eventyr. Før 1859 - Postheste ved en kro. Mellem 1838 og 1859 - Illustration til Den grimme ælling. Ukendt dato |